# Dolmen von Kerugou

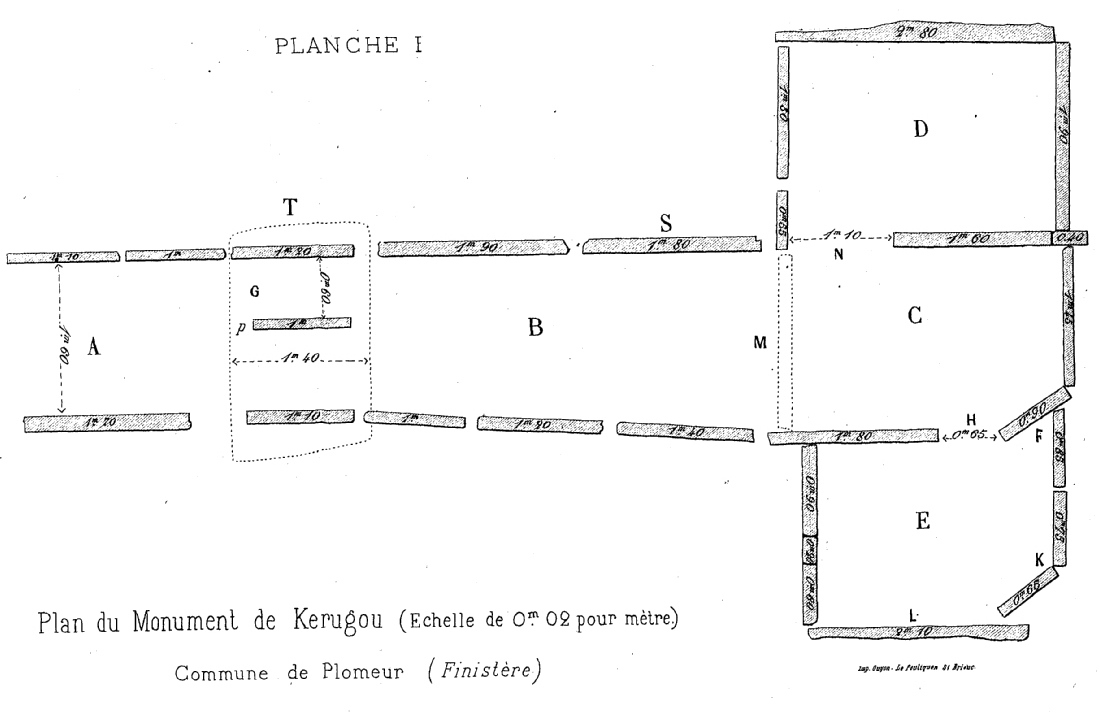
Dolmen von Kerugou

Der Dolmen von Kerugou (auch Allée couverte de Kerugon genannt) liegt bei Beuzec, nordwestlich von Plomeur in der Cornouaille im Département Finistère in der Bretagne in Frankreich. Dolmen ist in Frankreich der Oberbegriff für Megalithanlagen aller Art (siehe: Französische Nomenklatur).
Der T-förmige Dolmen mit Seitenkammern (ohne Kopfnische) besteht aus dem etwa 9,0 m langen und sich zur Kammer hin weitenden und dort bis zu 2,0 m breiten Gang und der mittigen Kammer mit den beiden etwa 3,0 m × 2,5 m großen Seitenkammern am westlichen Ende. Die Nordkammer ist exakt rechteckig, während Haupt- und Südkammer auf ihrer Südseite abgeschrägte Wandbereiche haben. Die Abdeckung des Dolmens ist verschwunden, nur eine Deckenplatte nahe dem Zugang wurde wieder aufgelegt. Vom Hügel ist noch viel erhalten.
Weitere Dolmen liegen in der Nähe: Lestriguiou, Menez-Lann-Du, Penker ar Bloaz und Pointe de la Torche.

Dolmen von Kerugou
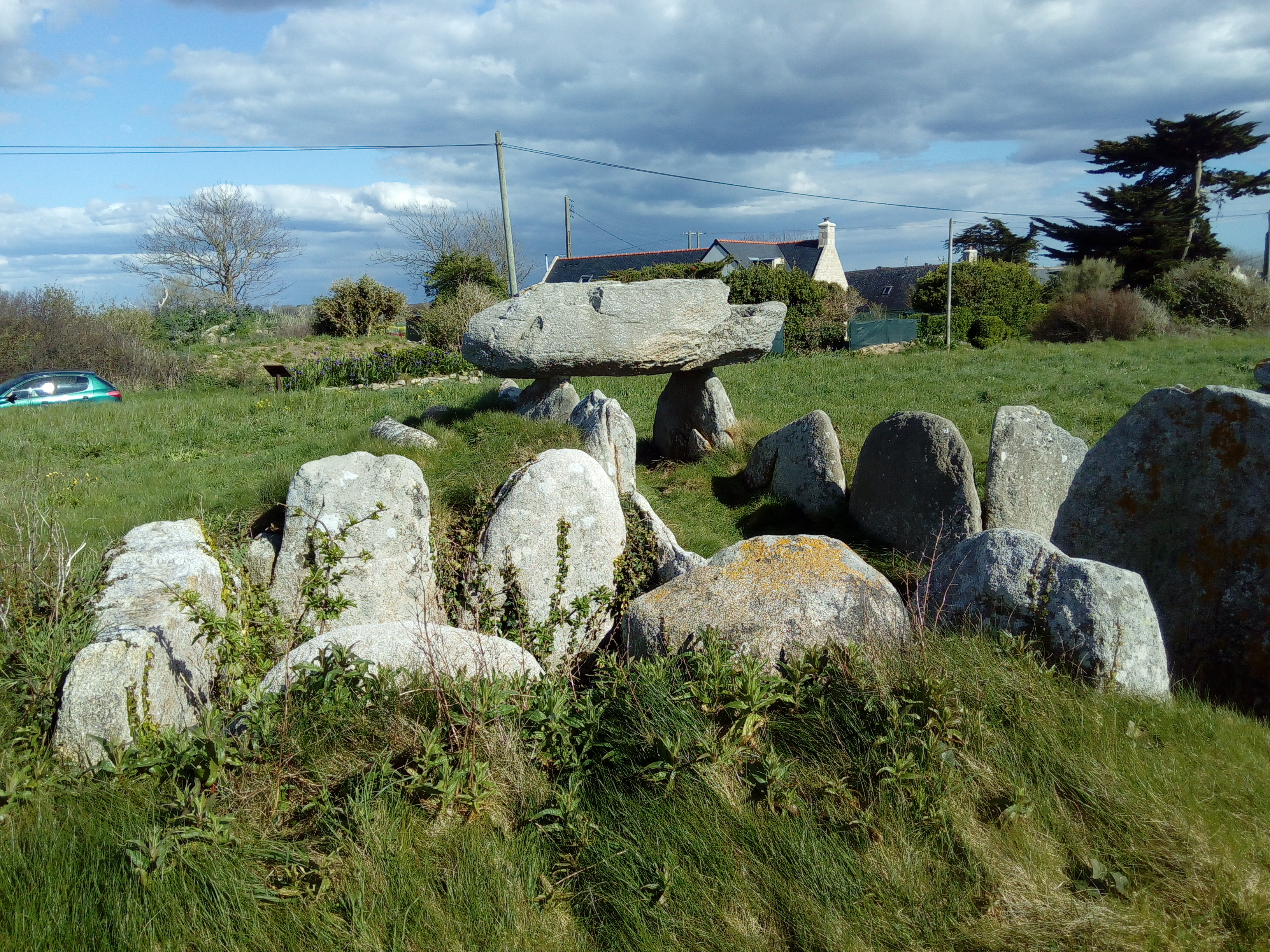
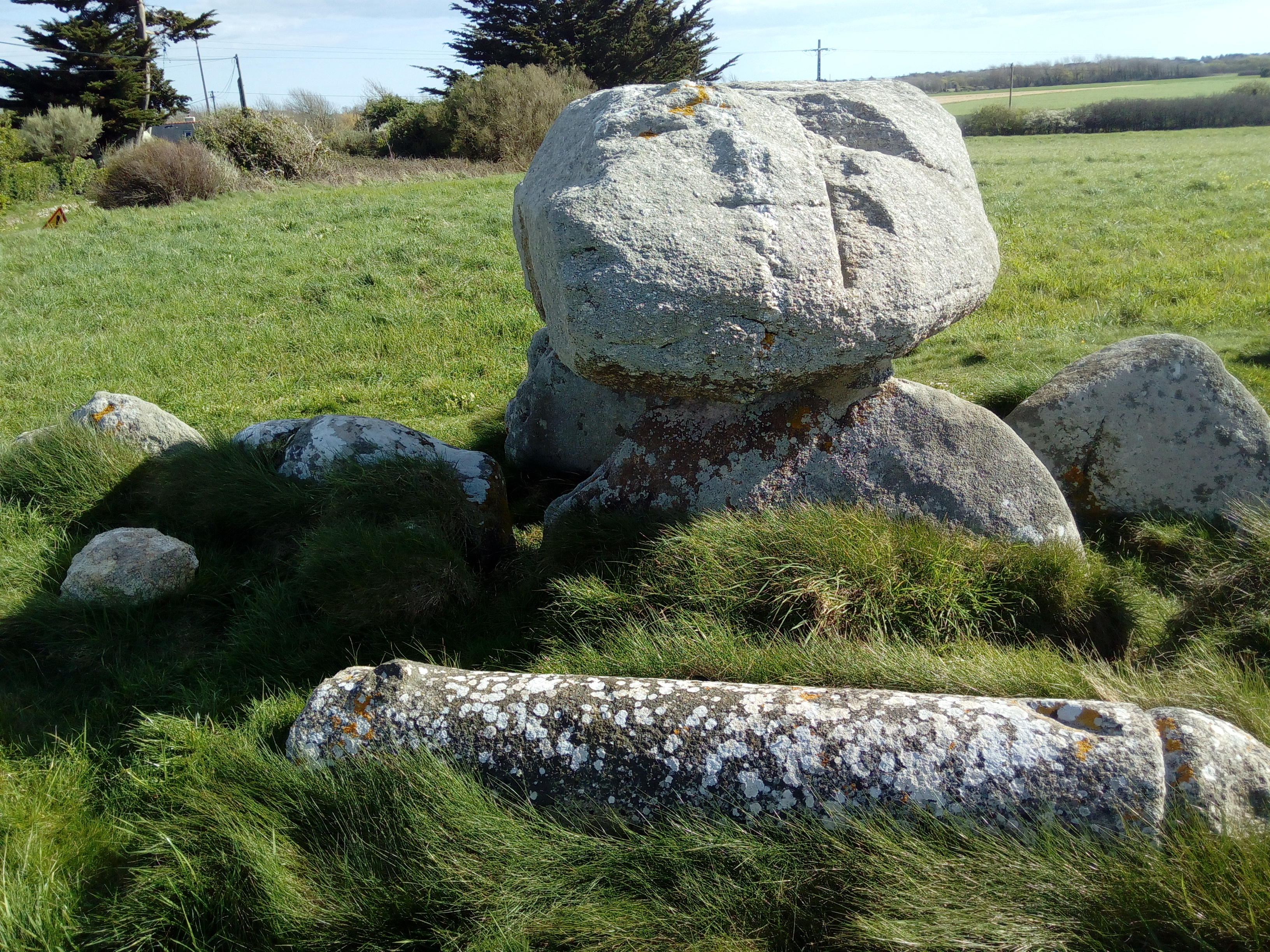
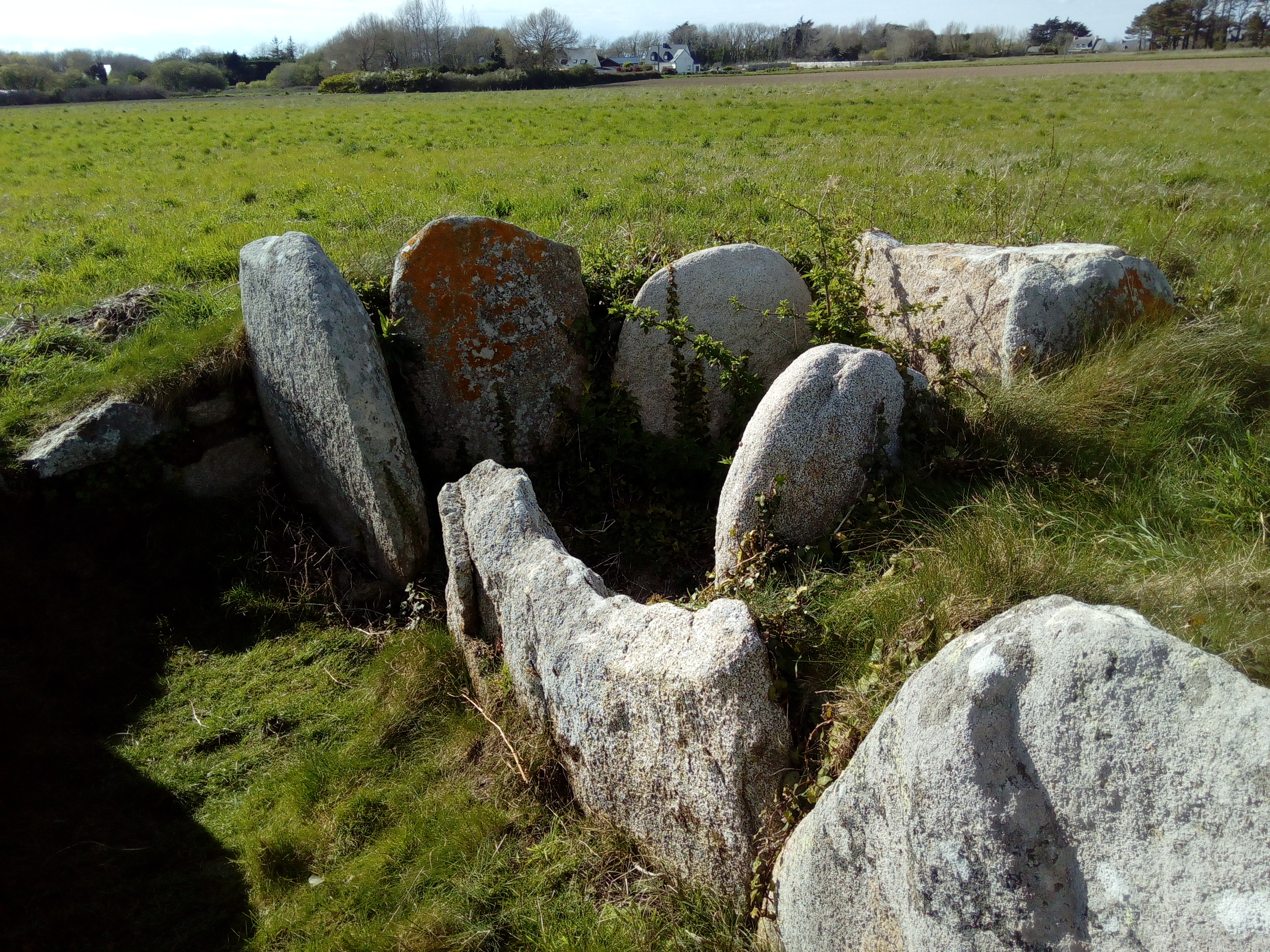
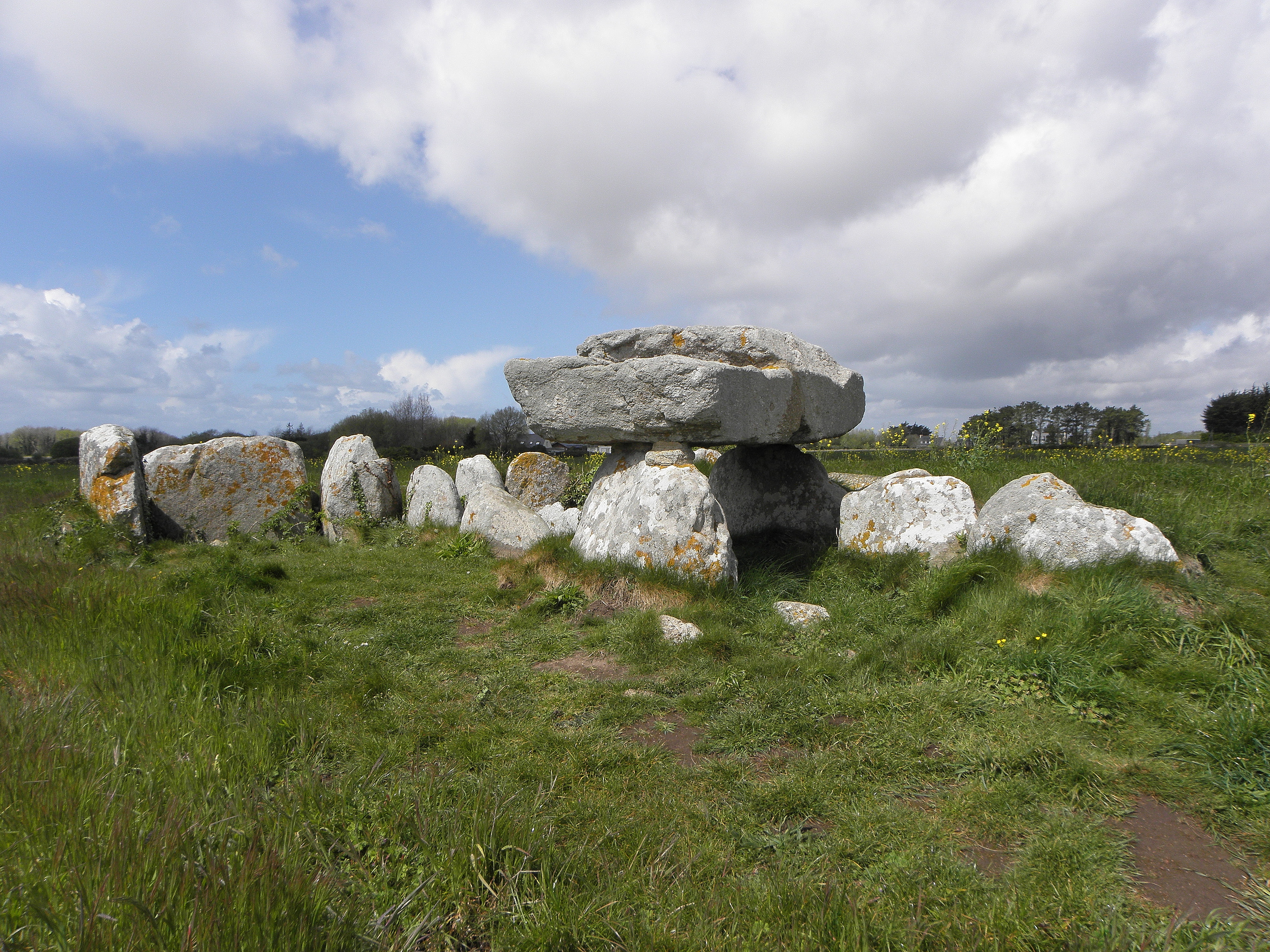
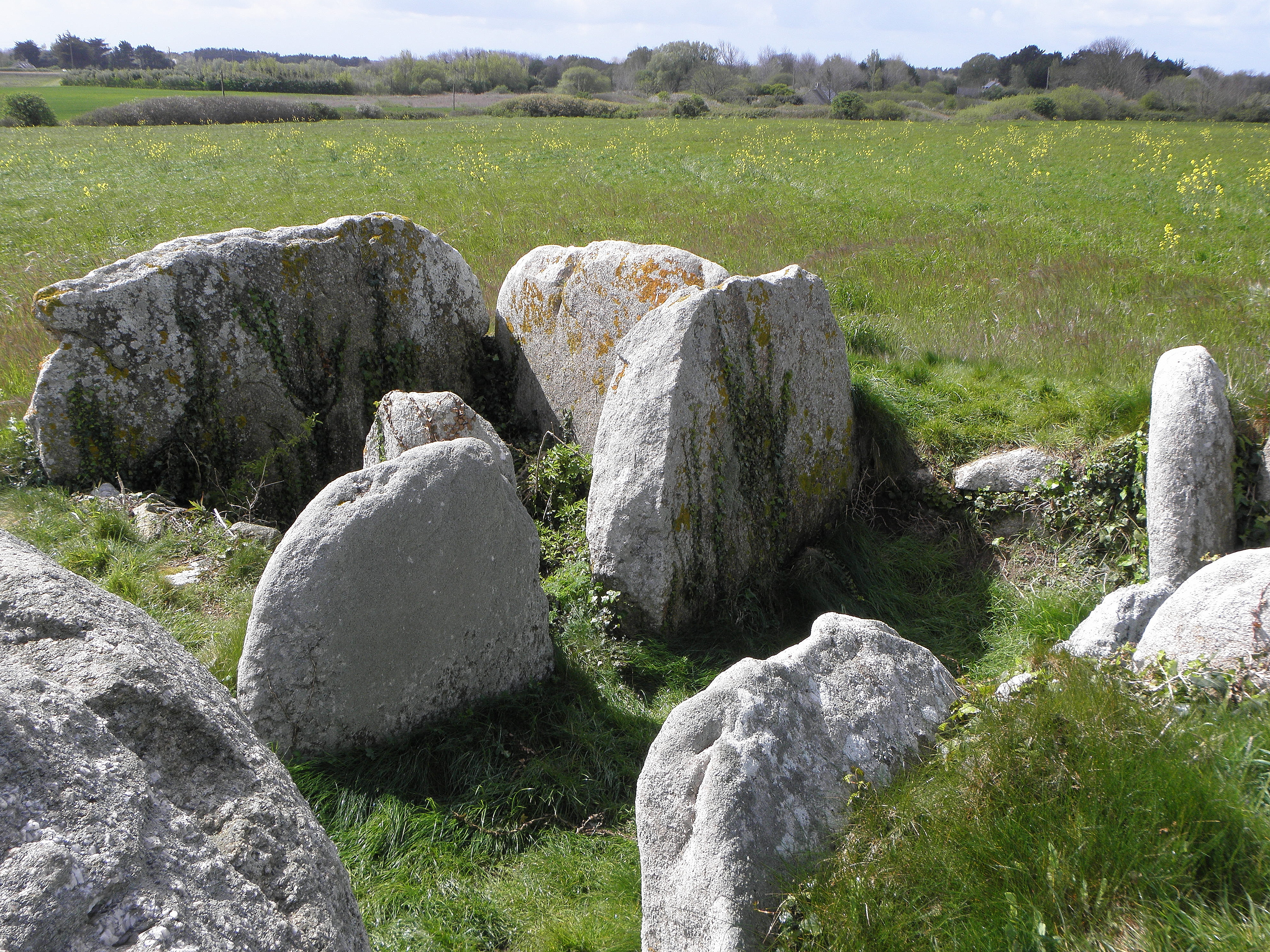